# Chase YCG-14
Le Chase CG-14, aussi connu sous la désignation G-14 et désigné par la compagnie Model MS-1, était un planeur militaire d'assaut américain, développé à la fin de la Seconde Guerre mondiale par la Chase Aircraft Company (en) pour la United States Army Air Forces (USAAF).
Il ne parvint pas à dépasser le stade de la construction de prototypes, étant rendu rapidement obsolète par des projets de planeurs plus gros et plus performants.

## Conception et développement
Premier avion à être développé par la compagnie Chase après sa création en 1943, le CG-14 fut conçu en préférence au Laister-Kauffman CG-10. Construit en contreplaqué de « qualité marine » à base d'Acajou peint en couleur argentée pour simuler l'aluminium — l'épicéa étant réservé à l'effort de guerre pour les projets hautement prioritaires —, le XG-14 était doté d'une protection contre les crashes améliorée, comparée à celle des modèles de planeurs précédents.

## Histoire opérationnelle
Le XCG-14 effectua son premier vol le 4 janvier 1945 puis, après des essais en vol réussis, l'appareil évolua en deux versions améliorées : Le XCG-14A à construction mixte en bois et métal et la version agrandie YCG-14A.
Le CG-14 fut l'un des rares projets de planeurs à être maintenu en activité après la fin de la guerre. Toutefois, il fut rapidement rendu obsolète par un modèle amélioré, le XCG-18.

## Versions
- Chase MS.1 : Désignation de la compagnie pour le XCG-14 ;
- XCG-14 : Premier prototype, construit intégralement en bois[5] et disposant de 16 sièges[4] ;
- XCG-14A : Version à construction en bois et métal du XCG-14[5], disposant de 24 sièges[4] ;
- YCG-14A/YG-14A : Version prototype de pré-production du XCG-14A, remplacée plus tard par le XCG-14B[6] ;
- Chase MS.7 : Désignation de la compagnie pour le XCG-14B ;
- XCG-14B/XG-14B : Version agrandie et améliorée, redésignée XCG-18 et produite à deux exemplaires[6].

## Caractéristiques (XCG-14)
Données de Fighting Gliders of World War II.
Caractéristiques générales
- Équipage : 2 membres
- Capacité : 

  - Un camion d'une tonne + trois soldats ou
  - Un Obusier M3A1 de 75 mm + son équipage ou
  - 18 soldats et leur équipement
- Longueur : 13,069 m
- Envergure : 21,885 m
- Hauteur : 2,072 6 m
- Surface alaire : 47,1 m2
- Profil : NACA 23016[8]
- Ratio d'aspect : 10,18
- Masse à vide : 1 468 kg
- Masse maximale au décollage : 3 450 kg

 Performances 
- Vitesse à ne jamais dépasser : 322 km/h
- Vitesse de décrochage : 97 km/h  (configuration « pleins volets »)
- Vitesse de remorquage maximale : 274 km/h